# Konrad Goebel
Konrad Goebel (ur. 1884 w Bystrzycy Kłodzkiej, zm. 1971 w Hoya) – inżynier, działacz społeczny, polityk niemiecki, burmistrz Kłodzka w latach 1933–1936.

## Życiorys
Urodził się w Bystrzycy Kłodzkiej, gdzie spędził dzieciństwo. Ukończył architekturę na Wyższej Szkole Technicznej we Wrocławiu. Po ukończeniu studiów przeniósł się do Kłodzka, gdzie zaangażował się w życie społecznie i politycznie miasta i regionu (członek katolickiej Partii Centrum).
Był działaczem i prezesem Kłodzkiego Towarzystwa Górskiego. Z jego inicjatywy powstało m.in. schronisko Jagodna na Przełęczy Spalonej i nieistniejące już schronisko Hindenburgbaude w Zieleńcu. W 1933 został ostatnim przedwojennym burmistrzem miasta Kłodzka, wybranym w demokratycznym głosowaniu. Odwołany ze stanowiska w 1936 przez NSDAP.
Po II wojnie światowej został wysiedlony z Kłodzka. Zamieszkał w Dolnej Saksonii w Hoya, gdzie osiedliła się spora część mieszkańców Kłodzka.